# میا آودینا
میا آودینا (انگلیسی: Mia Audina؛ زادهٔ ۲۲ اوت ۱۹۷۹) بدمینتون‌باز اهل اندونزی-هلند است.